# Фекальні ентеробактерії
Фекальні ентеробактерії (англ. fecal coliforms або faecal coliforms) — група факультатвно анаеробних паличкоподібних грам-негативних бактерій родини ентеробактерій, що часто зустрічаються у фекаліях. Вони здатні рости за умовами високих концентрацій жовчних солей, негативні на оксидазу та виробляють кислоту та гази з лактози. Ця група містить такі роди як Escherichia, Enterobacter, Klebsiella і Citrobacter та часто є ознакою забруднення води або ґрунту фекаліями. Однак вони не завжди патогенні та не завжди вказують на фекалії.